# Jacques Ménétrier
Jacques Ménétrier, né le 17 juin 1908 à Paris et mort le 28 juillet 1986 à Raizeux (Yvelines), est un médecin français.

## Biographie
En reprenant, dès 1932, les travaux de Gabriel Bertrand, il met au point des solutions de différents oligo-éléments et définit une méthode dénommée oligothérapie, non reconnue scientifiquement. Sa thérapeutique des biocatalyseurs est condamnée par le conseil de l'Ordre en 1954.